# Philippe Bransiet

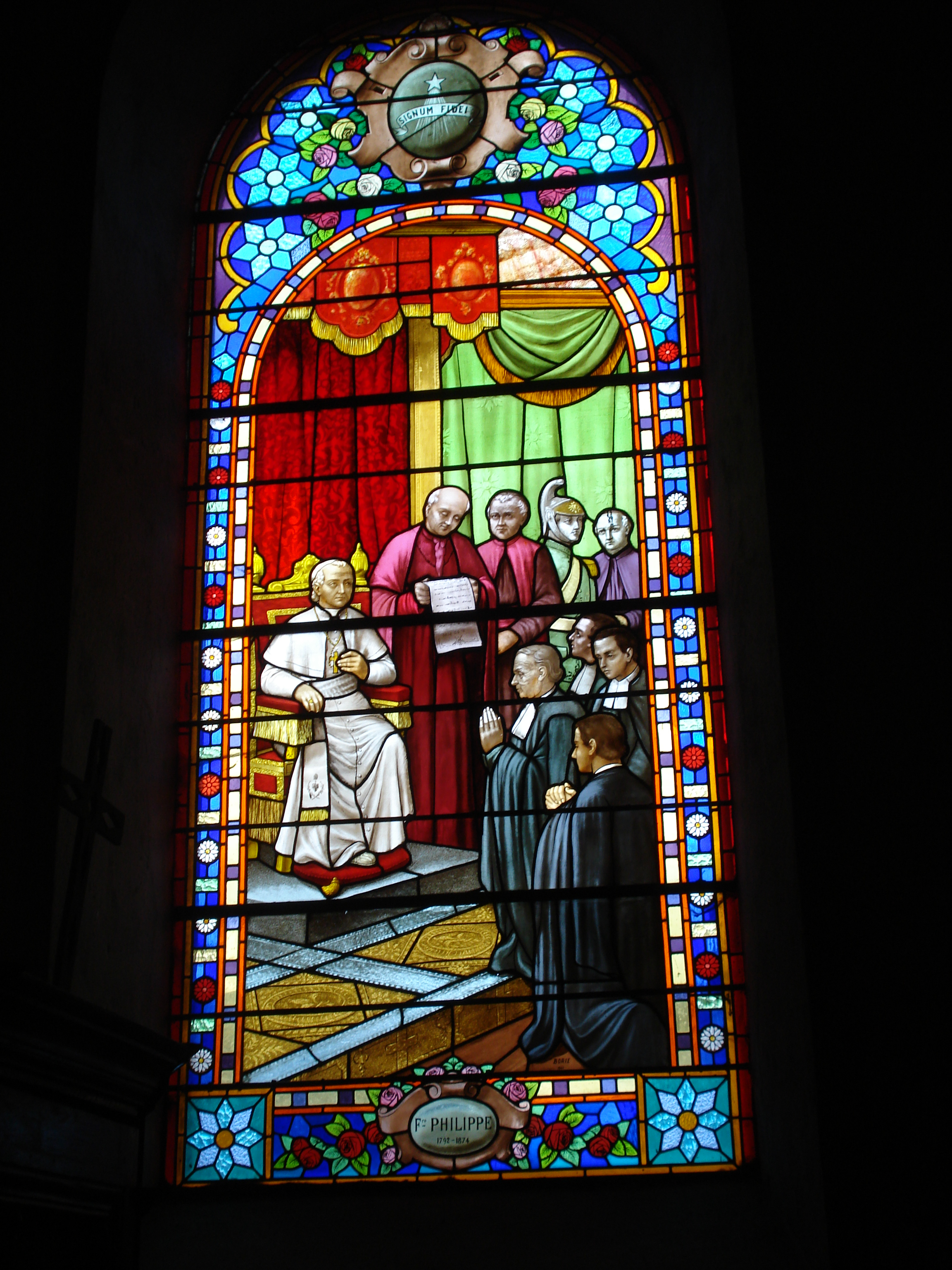
Vitrail de l'église d'Apinac (1859) représentant Frère Philippe aux pieds du Pape Pie IX.

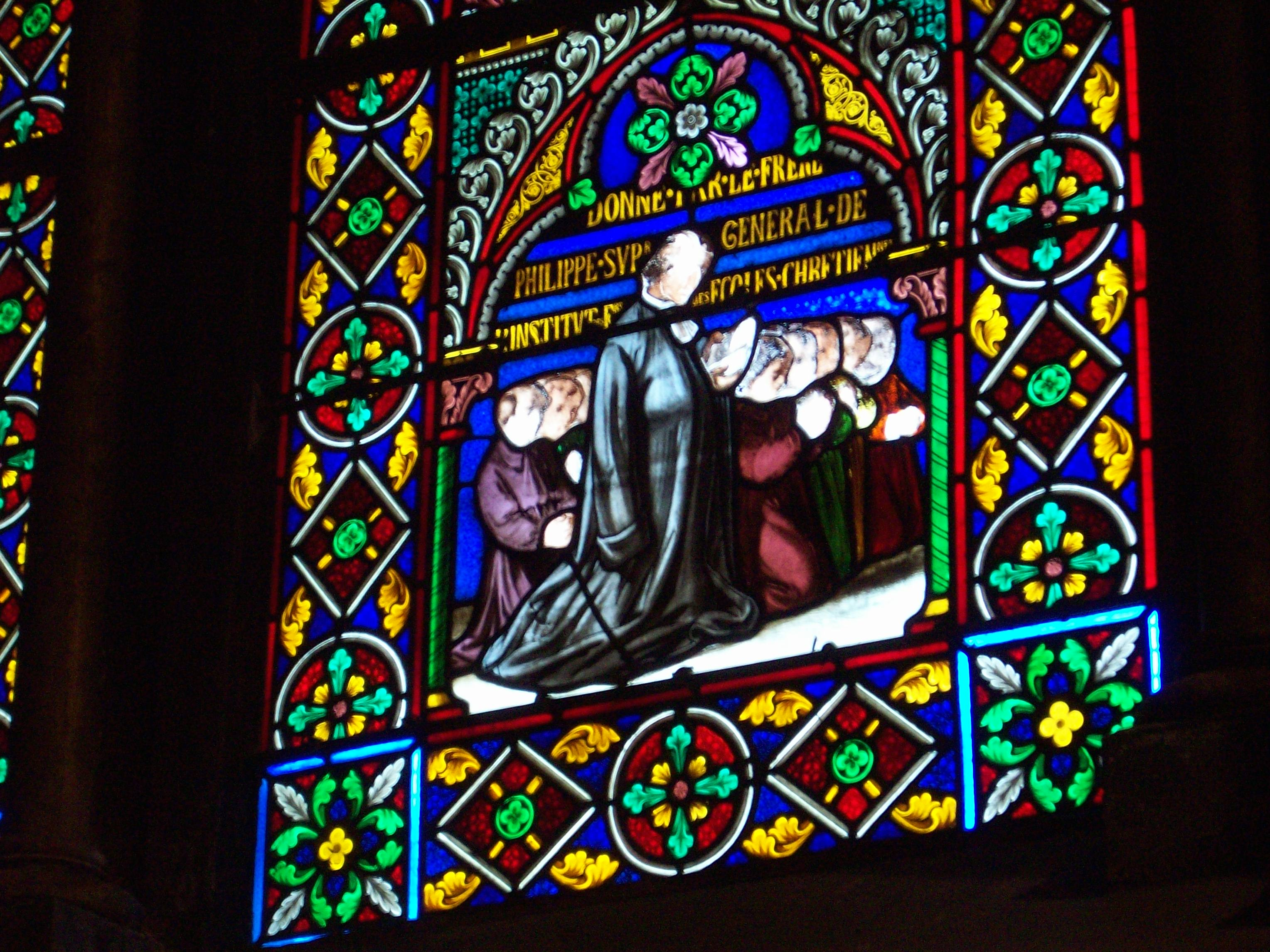
Frère Philippe sur un vitrail de la basilique Notre-Dame de Bonsecours.

Mathieu Bransiet, en religion le frère Philippe ou frère Philippe Bransiet, né le 1er novembre 1792 à Apinac (Loire) et mort le 7 janvier 1874 à l'institut des Frères des écoles chrétiennes à Paris, a été pendant 36 ans à partir de 1838 le supérieur général des Frères des écoles chrétiennes, congrégation spécialisée dans l'enseignement primaire.
Le frère Philippe a donc été connu d’une grande partie de la France pendant deux ou trois générations[réf. nécessaire].

## Biographie
Il entre dans la communauté des Frères des écoles chrétiennes en 1809 et y prend le nom de Frère Philippe. Ses capacités pédagogiques lui valent de devenir assistant du supérieur de l'ordre en 1830.
En 1830, Frère Philippe est à l'origine des premières « écoles du soir ».
Il dirige en 1835 les écoles municipales de Reims, confiées à la direction de l'institut des Frères des écoles chrétiennes.
En 1838, il devient le dixième supérieur général de cette congrégation qui joua un rôle majeur dans la diffusion de l'instruction au XIXe siècle. Il donne une impulsion décisive à son expansion. « Il développa l'institut dans de telles proportions, que de 313 maisons en 1838, il passa à 1 149 en 1874, et de 2 317 frères à 10 235, et ces religieux se répandirent en Belgique, aux Indes, en Amérique, dans le Levant. »
Son expérience et ces connaissances du monde de l’enseignement l’ont conduit à être présent à la réunion de la fondation de L'Œuvre des Écoles d'Orient, plus connue actuellement sous le nom de L’Œuvre d’Orient, le 4 avril 1856 par Augustin Louis Cauchy et Charles Lenormant et de rester en relation avec ces dirigeants et son conseil d’administration  jusqu’à son décès. 
Il fut le fondateur du pensionnat de Passy (à Paris).
Pendant le siège de Paris, le frère Philippe met à la disposition des médecins les Frères de Paris, qui prêtèrent leur concours aux ambulances de la Presse. 
Le vieux supérieur général est décoré de la Légion d'honneur le 7 février 1871, et son portrait orne la chapelle Notre-Dame de Bon Secours de sa commune natale d'Apinac.

## Œuvres
Leur ampleur est considérable : le Catalogue en ligne de la BNF recense 375 entrées éditoriales à son nom, dont de multiples rééditions attestant le succès de diffusion de ses écrits pédagogiques et religieux. Ses premiers ouvrages sont rédigés en collaboration avec Louis Constantin (1788-1838) dit frère Anaclet, son prédécesseur à la tête de l'ordre de 1830 à 1838. Une grande partie de ses publications ont été également diffusées hors de France (notamment au Canada où les Frères deviennent sous son magistère des acteurs majeurs du monde scolaire).
- De nombreux manuels scolaires couvrant toutes les disciplines[2] dont :

un Abrégé de géométrie (1831),

un Syllabaire des écoles chrétiennes (1836),

un Système métrique décimal des poids et mesures (1840),

un Abrégé de l'histoire sainte et de l'histoire de France (1841),

un Abrégé d'arithmétique décimale (1851),

un Abrégé de grammaire française (1851),

des Cours d'écriture à l'usage des écoles chrétiennes (1852),

des Cours de dictées et corrigé des exercices (1852),

un Dictionnaire de la langue française, à l'usage des écoles chrétiennes (1852),

une Méthode analytique de style, à l'usage des écoles de français (1854),

une Petite géographie (1854),

des Exercices de calcul sur les quatre opérations fondamentales de l'arithmétique (1854),

des Lectures instructives et amusantes sur diverses inventions, découvertes, etc. (1838 + rééd.),

un Abrégé de géographie (1856),

des Exercices orthographiques (1860),

un Essai de conduite, à l'usage des écoles chrétiennes (1862),

un Petit système métrique (1866),

un Cours élémentaire d'orthographe (1869),

un Cours intermédiaire d'orthographe (1871),

un Atlas de géographie physique et politique à l'usage des écoles chrétiennes des frères (1872),

des Cours d'analyse grammaticale et logique (1872),

un Cours élémentaire de mathématiques (1873), etc.
- Son Abrégé de géométrie pratique (1851) est numérisé sur Gallica.
- Des ouvrages de piété : Méditations sur la Passion (1867), Méditations sur l'Eucharistie (1867), un Traité de la vocation (1868), etc.[2], des Chants pieux ou choix de cantiques en rapport avec l'Esprit de l'Église (1846), un Manuel de piété (1860), un Abrégé de la vie de N. S. Jésus-Christ (1858), Nouveau traité des devoirs du chrétien envers Dieu (1864), L'Amour de Jésus inspiré à la jeunesse par de courtes lectures et des histoires choisies (1869), des Vies des saints pour tous les jours de l'année (1855), des Résumés des méditations à l'usage des Frères des écoles chrétiennes (Paris, Vve Poussielgue, 1878, XXXII-460 p.), etc.